# Stretava
Stretava este o comună slovacă, aflată în districtul Michalovce din regiunea Košice. Localitatea se află la altitudinea de 102 m deasupra n.m., se întinde pe o suprafață de 7,75 km2 și în 2017 număra 690 de locuitori.

## Istoric
Localitatea Stretava este atestată documentar din 1266.

## Demografie
| An:                | 1994 | 2004    | 2014   | 2024   |
| ------------------ | ---- | ------- | ------ | ------ |
| Număr de persoane: | 533  | 634     | 671    | 679    |
| Diferență:         |      | +18,94% | +5,83% | +1,19% |

| An:                | 2023 | 2024   |
| ------------------ | ---- | ------ |
| Număr de persoane: | 681  | 679    |
| Diferență:         |      | −0,29% |